# ハン・ドンジン
ハン・ドンジン（한동진、1972年 - ）は韓国の男性推理作家。
2007年初頭、文芸誌『ファウスト（韓国版）』Vol.3に短編「운수 좋은 날」（運のよい日）が掲載されデビュー。翌年、同誌Vol.5に中編「광화사」（狂画師）を掲載し、2009年1月に書き下ろし3作を加え、短編集『경성탐정록』（京城探偵録）を上梓した。アイディアやトリックのいくつかは、弟のハン・サンジン（한상진）が提供している。
収録された5編は、どれも1930年代の京城（ソウル）を舞台に、名探偵ソル・ホンジュ（설홍주）が漢方医ワン・ドソン（왕도손）とともに事件を解決する推理物である。他にレイシチ警部やホ・ドスン（허도순）夫人が登場すると聞けば、古典推理小説に親しんだ人ならすぐに彼らの名前がシャーロック・ホームズ譚にちなんだものだということが分かるだろう。
また、各編の題名は、多くは韓国の有名な文学作品から取られている。

## 作品リスト
単行本
- 『경성탐정록』（京城探偵録）鶴山文化社、2009年1月、ISBN  9788925824093
  - 운수 좋은 날（運のよい日） - 2007年1月、파우스트 Vol.3　-　日本の文芸誌『ファウスト』の韓国版である『파우스트』に掲載された。
  - 황금 사각형（黄金四角形）
  - 광화사（狂画師） - 2008年4月、파우스트 Vol.5　-　日本の文芸誌『ファウスト』の韓国版である『파우스트』に掲載された。
  - 천변풍경（川辺の風景）
  - 소나기（夕立ち）